# Mad Max 2
Mad Max 2 es una película australiana de ciencia ficción apocalíptica y acción de 1981 dirigida por George Miller y protagonizada por Mel Gibson. Es la segunda entrega de la serie de películas Mad Max, con Gibson retomando su papel de Max Rockatansky. La historia de la película se centra en una comunidad de colonos que se moviliza para defenderse de una banda de merodeadores. El rodaje tuvo lugar en lugares alrededor de Broken Hill, en Nueva Gales del Sur, Australia.
Mad Max 2 fue estrenada el 24 de diciembre de 1981 y recibió una gran aclamación de la crítica. Los críticos elogiaron la estética posapocalíptica de la cinta y el papel de Gibson. Elementos dignos de mención de la película también incluyen la fotografía de pantalla panorámica de Dean Semler de los vastos paisajes desérticos de Australia; el uso moderado del diálogo a lo largo de la película; la diseñadora de vestuario Norma Moriceau y sus vertiginosas y violentas escenas de batalla y persecuciones.
El estilo punk posapocalíptico de la película popularizó el género en el cine y en la literatura de ficción. También fue un éxito de taquilla, ganando el premio a la mejor película internacional en la ceremonia de los Premios Saturn y logrando nominaciones a mejor director para Miller; mejor actor para Gibson; mejor actor de reparto para Bruce Spence; mejor guion para Miller, Hayes y Hannant y mejor diseño de vestuario para Norma Moriceau. Mad Max 2 tuvo una secuela en 1985 titulada Mad Max Beyond Thunderdome. En 2015 fue estrenada Mad Max: Fury Road, cuarta entrega de la saga con algunas similitudes con Mad Max 2, especialmente en los áridos escenarios de rodaje.

## Argumento

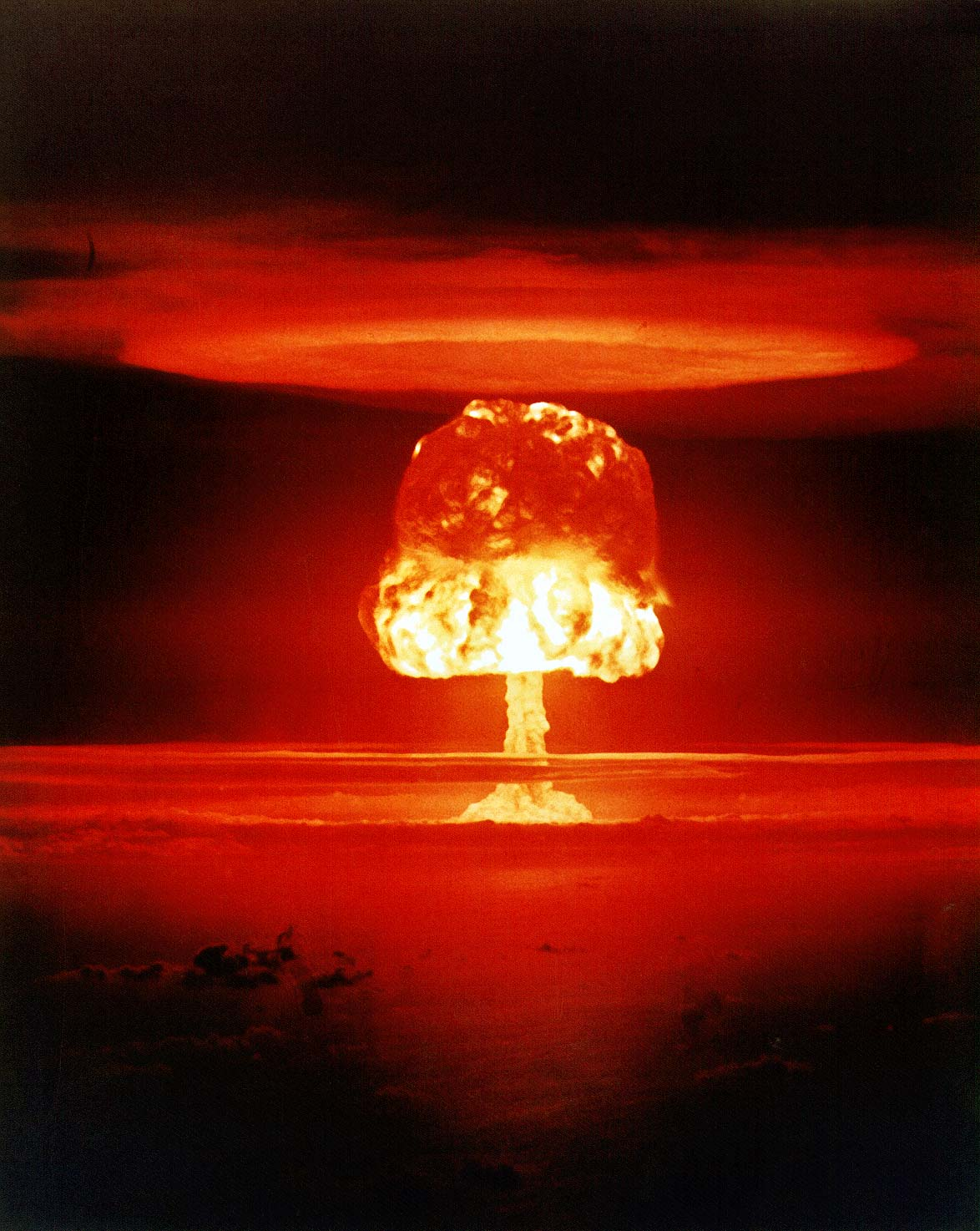
El film está ambientado tras un apocalipsis nuclear.

Un hombre que se acerca al final de su vida narra su recuerdos. Habla de un mundo de sueños destruidos y muerte, producto de la escasez de petróleo, el cual se convirtió en la ambición de todos los habitantes del planeta. Esto conllevó a una guerra nuclear entre naciones poderosas por el mismo, la cual terminó destruyendo los Estados e instituciones, creando un caos generalizado entre los civiles y dejando como supervivientes a las bandas de motociclistas, los asesinos, los ladrones y todos los hombres sedientos de violencia en las carreteras y los lugares remotos del país.
Así, han heredado la tierra aquellos que se han adaptado a vagar entre desechos y un sinnúmero de ciudades que se convirtieron en páramos, por la radiación o quienes fuesen tan fieros como para pelear por un tanque de gasolina. Y por esto muchas personas normales, como el exoficial de la Patrulla Central (MFP) Max Rockatansky (Mel Gibson), sufrieron estos sucesos. La historia de Mad Max continúa en un desierto completamente devastado y desolado de Australia.
Max aparece después de la narración recorriendo caminos y siendo perseguido por Wez (Vernon Wells), quien maneja una moto con su pareja, un pandillero homosexual, junto a otros dos autos que les acompañaban, para robarle el coche V8 de la policía y la gasolina. Esto termina con el choque de los pandilleros entre sus coches y con Max tratando de esquivar a Wez, al encontrase con un accidente en medio de la carretera abandonada, recolectando gasolina de un camión parado en el camino. Wez pretende intimidarlo pero después se marcha porque Max lo amenaza con una escopeta. Sin más que hacer, Max recolecta la gasolina y sigue su rumbo.
Luego se acerca a un pequeño campamento habitado por un aviador. Comienza por atrapar una serpiente en ese sitio y, de repente, sale de la arena el Capitán Gyro (Bruce Spence), cuyo nombre es el diminutivo de gyrocopter (girocóptero, el vehículo aéreo que maneja), quien le obliga a dejar a la serpiente y sus pertenencias. Pero el perro que Max traía consigo lo sorprende y Max aprovecha para tratar de matarlo. Al final hacen el pacto de que Max no mataría al aviador si este le dice dónde encuentra más combustible.
Se asientan después sobre una colina en las cercanías de una refinería en medio del desierto. Ven también que está siendo asediada por un grupo de pandillas. A la vez la refinería está siendo defendida por civiles que sobrevivieron a la guerra nuclear, todos liderados por el Papagallo (Michael Preston), otrora jefe de una compañía de petróleo privada. Entre los civiles hay un pequeño niño de aspecto y actitud salvaje quien enfrenta a los pandilleros usando un afilado búmeran hasta que en la confrontación muere la pareja de Wez.
Entonces Max se atreve a entrar en el campamento y rescata a uno de los civiles de la refinería, quien fue abatido por la pandilla al tratar de escapar del asedio y buscar un camión para remolcar una cisterna de combustible. Entra y les dice a la gente que hizo un trato para que le dieran gasolina. Pero el civil muere instantes después y Max es hecho prisionero. En medio de esto, Humungous, el líder de la pandilla (Kjell Nilsson), detiene la guerra y aplica una táctica psicológica para exigirles que se rindan pacíficamente y les den la refinería, a cambio él los dejará escapar para que se vayan del lugar en paz.
Max les propone a los civiles un trato que les permitiría escapar de la refinería. Había encontrado hace días un camión parado en la carretera que podría ayudar a transportar la cisterna de combustible (de paso, Max había recogido de ahí un juguete musical de un hombre muerto en el mismo). El plan propuesto es que él iría a traerlo y, a cambio, los civiles les darían suficiente combustible y algunos accesorios para que Max pueda seguir su rumbo por el desierto.
Max sale por la noche, ayudado por el niño salvaje (Emil Minty), con el cual hace una pequeña amistad, dándole el juguete que había hallado dentro del camión. Juntos llevan varios galones de combustible ligero para poner en marcha el girocoptero y hacer que el Capitán Gyro lo lleve hasta el camión cerca de la refinería y cargarlo de combustible diésel. Lo traen al día siguiente, atacados por la pandilla de Humungous.
Se preparan para escapar y, en medio del ataque, Papagallo le propone a Max que conduzca el camión, pero éste lo rechaza y escapa del campamento. Wez persigue a Max junto con dos de sus miembros de la pandilla. El grupo golpea a Max, quien vuelca su vehículo y dos de los miembros se acercan a robarle el combustible que tiene dentro de este. Estos matan al perro de Max, pero no se dan cuenta de que ya se había activado un detonador dentro del vehículo, que funciona cuando alguien abre directamente los tanques de gasolina. El auto explota y los pandilleros mueren instantáneamente. Wez regresa con la pandilla y Max se encuentra prácticamente desolado. El Capitán Gyro lo rescata y lo lleva al campamento. Entonces Max propone y convence a Papagallo y a su gente para que maneje el camión que llevará el combustible lejos de la refinería.
Poco después el grupo de Papagallo escapa del campamento y se genera una guerra por el combustible que llevan consigo. Al salir, los civiles detonan la refinería, matando a quienes creyeron haberla conquistado. En medio de la guerra se producen varios muertos entre los civiles, incluyendo a Papagallo y al final Wez y Humungous mueren cuando Max choca su camión contra el coche del último, al regresar para reunirse con los que escaparon, dejando al resto de la pandilla sin líder y en retirada, el camión se vuelca en una curva por el choque y cuando se recupera, Max descubre que el camión era señuelo lleno con arena, ya que todo el combustible que les quedaba estaba en los tanques de los vehículos y un autobús que usaban para viajar lejos del desierto hasta una playa.
Los civiles continúan su viaje tratando de escapar de los pandilleros, liderados por el Capitán Gyro, mientras que Max vuelve a vivir su vida de rufián en la carretera. El narrador se revela a sí mismo como el niño salvaje dentro del grupo de civiles, el cual guiará durante su vejez y convertirá en "la Gran Tribu del Norte". Mientras se acerca el final de su relato y de su vida, el recuerdo del Guerrero de la carretera es uno de los pocos que aparecen nítidos en la mente del anciano líder.

## Reparto
- Mel Gibson es "Mad" Max Rockatansky, antiguo miembro de una fuerza policial que perdió a toda su familia a manos de una pandilla de motociclistas.
- Bruce Spence es el Capitán Gyro, un hombre solitario que deambula por los áridos paisajes en un extraño artefacto volador.[4]
- Vernon Wells es Wez, esbirro principal de Humungus.[5]
- Emil Minty es el niño salvaje, un niño que vive cerca de la refinería de combustible y que tiene un búmeran por arma.
- Michael Preston es Pappagallo, líder de los colonos de la refinería.
- Virginia Hey es la mujer guerrera, miembro de los colonos de la refinería.
- Kjell Nilsson es Lord Humungus, el violento líder de la banda de merodeadores.[6]
- Max Phipps es Toadie, el pregonero de la pandilla.
- Arkie Whiteley es la mujer del capitán, una hermosa mujer que rehúsa la petición del capitán Gyro de escapar juntos.
- Moira Claux es Rebecca, una guerrera que usa un arco como arma.
- David Downer es Nathan, miembro de los colonos que muere a causa de los motociclistas de Humungus.

## Temas

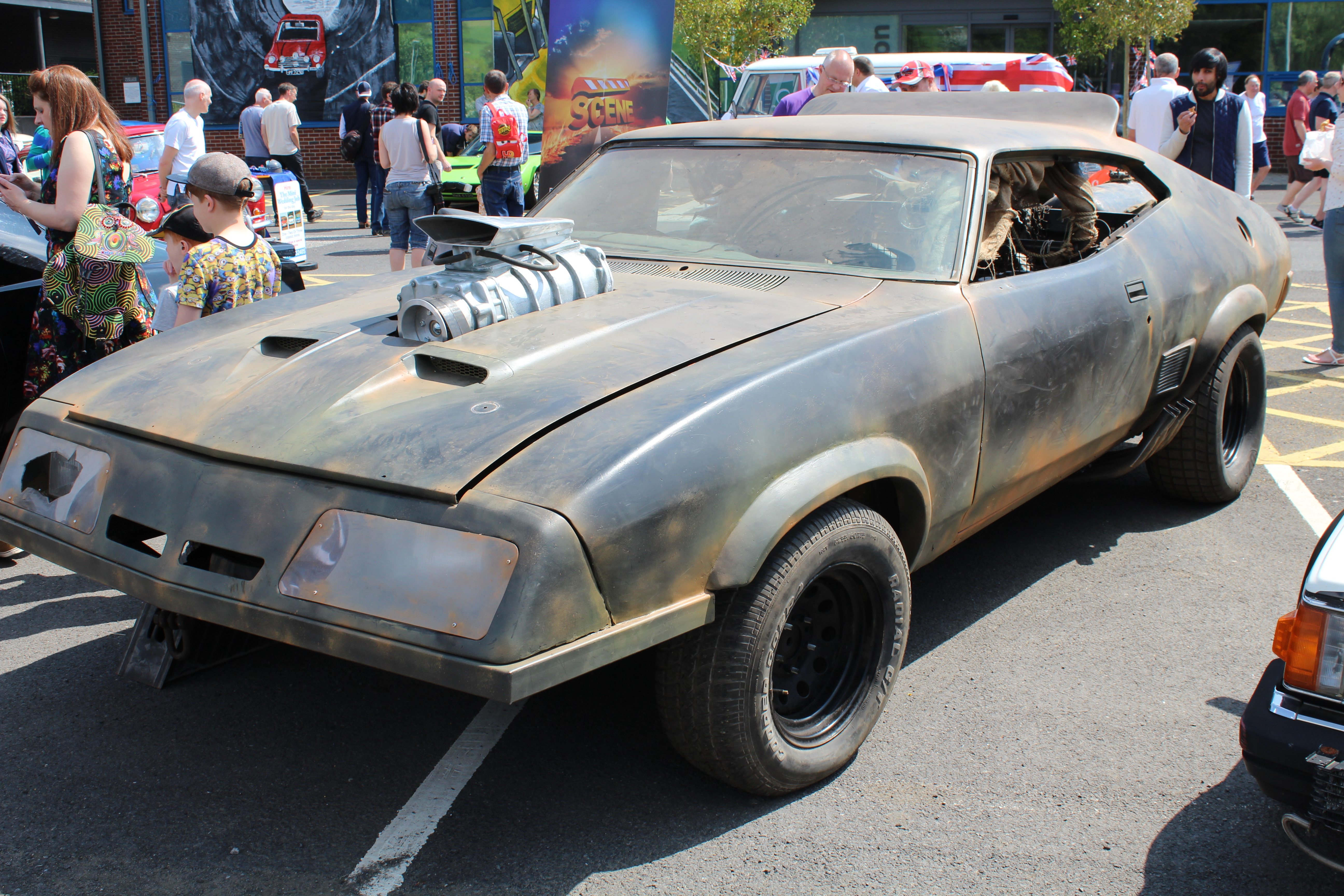
Una réplica del coche usado por Mel Gibson en la película.

En Mad Max se podía observar cierto nivel de civilización normal, aunque en decadencia, mientras que en Mad Max 2 no queda nada de esto; no hay nada más que carreteras y vehículos destrozados, además de la refinería en la que se da la disputa principal, como restos del pasado. Asimismo, en consonancia con lo expresado, se puede apreciar que la apariencia de los personajes de la carretera es completamente diferente a la versión anterior. Mientras que en la primera parte los pandilleros lucían de manera contemporánea al año de filmación, los que se muestran en esta versión figuran de manera más terrorífica, muchos de ellos (y representado por los más fuertes) con peinados tipo mohawk y un look punk. Un ejemplo de ello es el personaje de Wez.
En la cinta se encuentra la inclusión de la temática gay, aunque de manera subrepticia, con el ejemplo del pandillero que acompaña siempre a Wez. Algunos pandilleros más parecen tener el mismo aspecto del primero, así como un mecánico discapacitado que trabajaba junto con los defensores de la refinería.
La historia mostraba inicialmente a Max como un rufián más en la carretera, una "sombra de un hombre" o "el cascarón de un hombre", como lo llama el narrador, pero al amistarse con el niño salvaje Max pudo experimentar un poco del lado humano que aún tenía. Nunca queda del todo aclarado hasta que punto Max logra su "redención" al ayudar a los civiles del grupo de Papagayo, ya que Max no expresa si decide hacer esto por necesidad o altruismo, dejando la cuestión a la interpretación del espectador.

## Producción

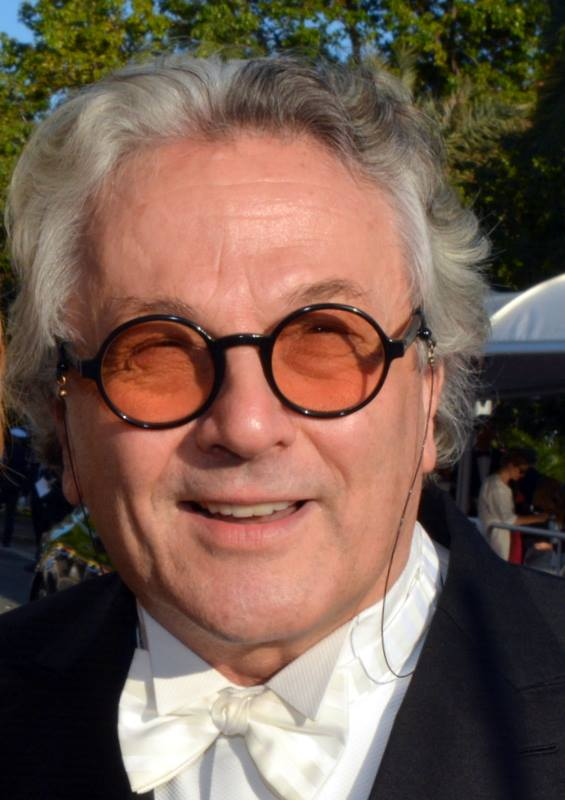
El director George Miller se mostró entusiasmado por realizar una secuela de Mad Max con un mayor presupuesto, lo que le permitiría realizar una película más ambiciosa.

Tras el estreno de Mad Max, el director George Miller recibió varias ofertas desde Hollywood, incluyendo una para dirigir la primera entrega de la serie Rambo: First Blood. Sin embargo, Miller decidió desarrollar una película sobre rock and roll con el título de Roxanne. Después de trabajar con el escritor Terry Hayes en la novelización de Mad Max, Miller y Hayes empezaron a escribir la historia de Roxanne en Los Ángeles, pero el guion finalmente fue archivado. A Miller empezó a intrigarle la idea de retomar los acontecimientos de Mad Max, pensando que un mayor presupuesto le permitiría realizar una película mucho más ambiciosa. "La filmación de Mad Max no fue una experiencia grata para mí" afirmó Miller. "Hubo una fuerte presión para hacer una secuela y sentí que podíamos hacer un mejor trabajo en una segunda película".
Inspirado en la obra El héroe de las mil caras de Joseph Campbell y en el trabajo de Carl Jung, Miller incluyó a Hayes en el equipo de producción para que se desempeñara como guionista. Brian Hannant se unió al grupo como director de segunda unidad. Miller afirmó que recibió una gran inspiración de las películas de Akira Kurosawa.
Se puede apreciar especialmente en la parte final de la persecución que esta fue filmada en distintos días, ya que se observa con claridad cuando hay un cambio de cámara, y el cielo pasa de estar nublado a despejado. Es destacable la ausencia de efectos de computadora en las escenas de acción. Todo lo que se ve en ellas, las acrobacias, choques y demás escenas, son reales.
La cinta contó con un presupuesto de 4 millones de dólares.

## Recepción
Mad Max 2 recibió críticas positivas y es considerada como una de las mejores películas de 1981. La película cuenta con un 95% de ranking aprobatorio basado en 42 reseñas en Rotten Tomatoes con un rating de 8.4 sobre 10. Roger Ebert del Chicago Sun-Times se refirió a Mad Max 2 como "una película de acción pura y energía cinética, una pieza implacablemente agresiva".

## En la cultura popular
- La película ha servido de inspiración a juegos como Fallout o The Fall: Last Days of Gaia.
- Fue una de las fuentes de inspiración del manga Hokuto no Ken de Tetsuo Hara, Desert Punk y Buronson. Solo con observar el traje de Kenshiro o el de Zeed, se pueden apreciar semejanzas con Max o Wez.
- El cantante, compositor y pionero del electropop, Gary Numan se basó en esta cinta para crear el disco de 1983 Warriors. En la portada se aprecia una vestimenta fuertemente inspirada en los atuendos de la película, además de imitar la pose de Max en la carretera bajo un cielo al atardecer.
- La banda sonora fue compuesta por el compositor australiano Brian May.